# Шампиньон изящный
Шампиньо́н изя́щный (лат. Agaricus comtulus) — гриб из рода Шампиньон (Agaricus) семейства Шампиньоновые (Agaricaceae). Съедобен.

## Таксономия
Синонимы:
номенклатурные
- Psalliota comtula (Fr.) Quél., 1872
- Pratella comtula (Fr.) Gillet, 1884
- Fungus comtulus (Fr.) Kuntze, 1898

таксономические
- Agaricus niveolutescens Huijsman, 1960
- Agaricus huijsmanii Courtec., 2008
- Agaricus rusiophyllus Lasch, 1828 — Шампиньон розовопласти́нковый[2]
- Fungus rusiophyllus Kuntze, 1898

Agaricus rusiophyllus и Agaricus comtulus рассматриваются разными авторами как отдельные виды или синонимы.

## Описание
Шляпка гриба диаметром 2—5 см, тонкомясистая, вначале полуокруглой или колокольчатой формы, раскрывается до выпукло-распростёртой или широкораспростёртой, в центре может быть небольшой бугорок. Край тонкий, вначале подвёрнутый, позже волнистый, с остатками покрывала. Поверхность беловатая или желтоватая, в центре с розовым оттенком, до фиолетово-розового или буроватого, голая или с волокнистыми прижатыми мелкими чешуйками в центре.
Пластинки тонкие, свободные, частые, вначале розовые, грязновато-розовые, при созревании становятся мясо-красными, затем тёмно-коричневыми или пурпурно-бурыми. При действии α-нафтола появляется красная окраска. Трама молодых пластинок правильная, затем становится неправильной.
Ножка высотой около 3—5 см и толщиной до 0,5 см, цилиндрическая, центральная, в основании ровная или иногда расширенная, сплошная или фистулёзная. Поверхность шелковисто-волокнистая, белая, в основании с жёлтым оттенком.
Мякоть белая, под кожицей шляпки желтоватая, в основании ножки желтеет на срезе, с острым вкусом и миндальным запахом. Даёт положительную реакцию Шеффера, под действием азотной кислоты мякоть, а также поверхность шляпки и ножки слегка желтеют.
Остатки покрывал: имеется кольцо на верхней части ножки, узкое, мягкое, беловатое, оно вначале отстаёт от ножки, позже свисает, может со временем исчезать.
Споровый порошок коричневый, споры гладкие, широкоэллипсоидные или яйцевидные, 4—5,5×3—3,5 мкм, с латеральным апикулюсом, содержат флюоресцирующую каплю.
Базидии булавовидные, четырёхспоровые, 15—17×4—5 мкм, со стеригмами длиной 2—2,5 мкм. Гимениальные цистиды отсутствуют.

## Экология и распространение
Шампиньон изящный растёт в лиственных и смешанных лесах, для Украины наиболее характерен для дубрав, для Белоруссии — для елово-широколиственных лесов; также встречается в степях, на пастбищах, огородах, не редок. Известен в Европе — от Британских островов до Ленинградской и Московской областей России, в Закавказье (Грузия), в Азии — Китае, Японии, Приморском крае, в Северной Америке и Северной Африке (Марокко).
Сезон в умеренном климатическом поясе июнь — октябрь.